# Anna Tegeström Wolgers

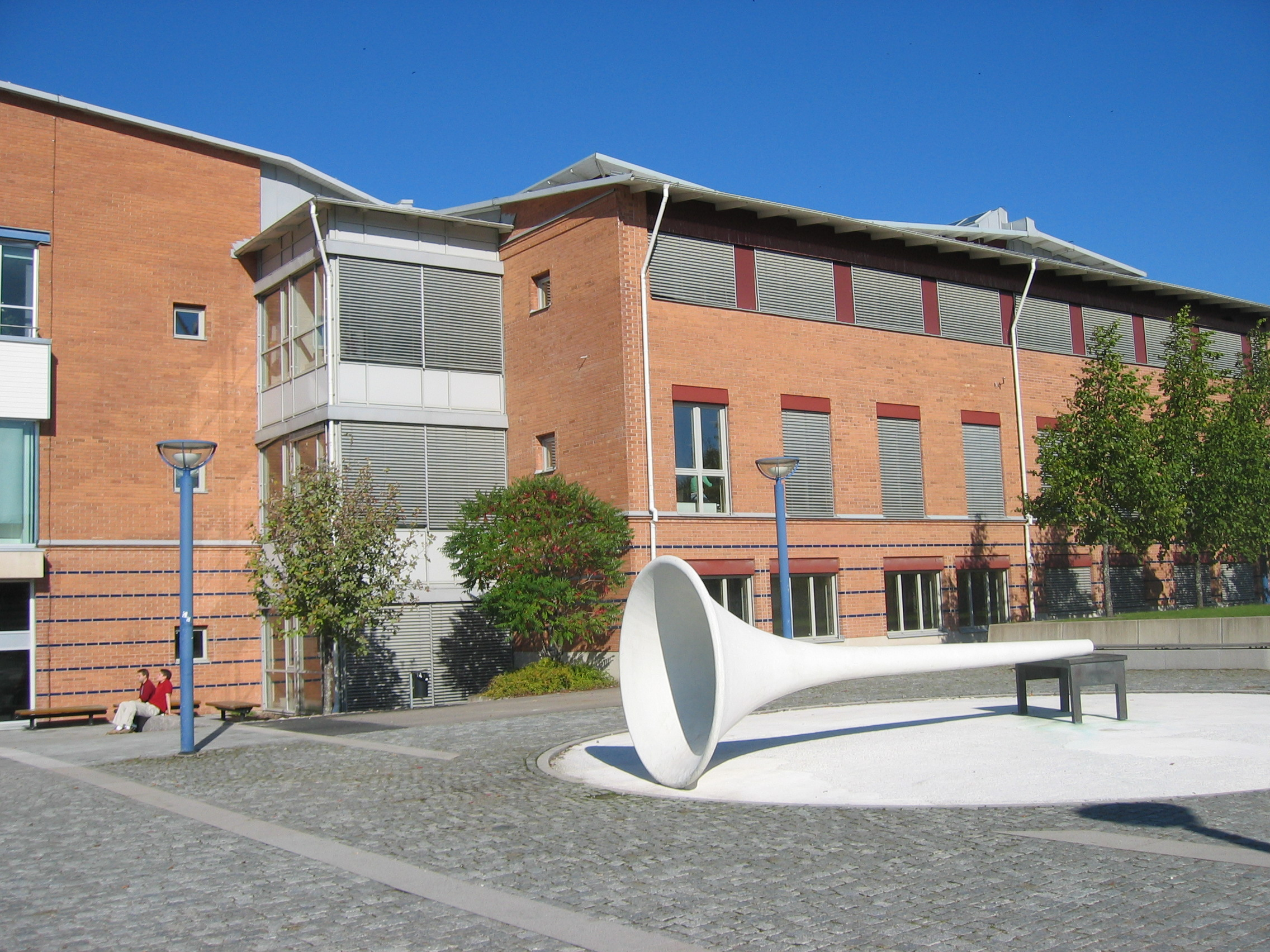
Princip i Växjö.

Anna Elisabeth Tegeström Wolgers, ogift Wolgers, född 12 januari 1960 i Maria Magdalena församling i Stockholm, är en svensk keramiker, textilkonstnär och skulptör.

## Biografi
Anna Tegeström Wolgers är syster till Dan Wolgers och brorsdotter till Beppe Wolgers. Hon studerade etnologi på Stockholms universitet 1980–1981, på Nyckelviksskolan 1981–1982 samt på institutionen för keramik och glas på Konstfack i Stockholm 1983–1987. Hon studerade sedan konstvetenskap på Stockholms universitet 1993. Hon var 1998–2008 lektor i form och rum med keramisk inriktning på Konstfack, bildlärare på Capellagården 2013 och är sedan 2014 professor i textil konst på HDK på Göteborgs universitet.
Hon har arbetat med olika tekniker och olika material. En viktig inspiration för henne har varit Markus Raetz.

## Offentliga verk i urval
- Metarskulptur, 1998, Sjötorget i Kristineberg i Stockholm
- Princip, betong, 1968, Universitetsplatsen på  Linnéuniversitetet i Växjö
- Ridå till Folket Hus i Lilla Edet, siden, ull, denim och linne, 10 x 4 meter, 2010[3]
- Pålstek, brons, 2013, i Forsvik